# Tout doit disparaître (film, 1962)
Tout doit disparaître (Good Noose) est un cartoon, réalisé par Robert McKimson et sorti en 1962, qui met en scène Daffy Duck.